# 160001 Bakonybél
(160001) Bakonybél, denumire internațională (160001) Bakonybel, este un asteroid din centura principală de asteroizi.

## Descriere
160001 Bakonybél este un asteroid din centura principală de asteroizi. A fost descoperit pe 5 aprilie 2006 la Piszkesteto de Krisztián Sárneczky. Asteroidul prezintă o orbită caracterizată de o semiaxă mare de 3,14 ua, o excentricitate de 0,10 și o înclinație de 20,2° în raport cu ecliptica.